# Agnete Olsen
Agnete Olsen po mężu Granholm (ur. 22 grudnia 1909 w Kopenhadze, zm. 13 września 1997 w Roskilde) – duńska pływaczka z pierwszej połowy XX wieku, uczestniczka igrzysk olimpijskich.
Podczas VII Letnich Igrzysk Olimpijskich w Paryżu w 1924 roku, czternastoletnia Olsen była najmłodszym sportowcem reprezentującym Danię. Wystartowała w dwóch konkurencjach pływackich. Na dystansie 100 metrów stylem dowolnym z czasem 1:23,0 zajęła trzecie miejsce w pierwszym wyścigu eliminacyjnym i odpadła z dalszej rywalizacji. Olsen wystartowała także na drugiej zmianie duńskiej sztafety 4 × 100 m stylem dowolnym. Czasem 5:42,4 ekipa Dunek zajęła czwarte miejsce.
Cztery lata później Olsen po raz drugi wystartowała na igrzyskach olimpijskich. Podczas IX Letnich Igrzysk Olimpijskich  rozgrywanych w Amsterdamie w 1928 roku wystartowała w dwóch konkurencjach. W wyścigu na dystansie 100 metrów stylem dowolnym czasem 1:15,8 wygrała drugi wyścig eliminacyjny. W pierwszym półfinale z nieznanym czasem zajęła szóste miejsce i odpadła z dalszej rywalizacji. W sztafecie 4 × 100 m stylem dowolnym płynęła na ostatniej zmianie. Z nieznanym czasem ekipa Dunek odpadła w eliminacjach.
Olsen reprezentowała kopenhaski klub DKG. Jej starsza siostra Rigmor Olsen także była pływaczką i olimpijką.